# Colin Cowdrey
Michael Colin Cowdrey, baron Cowdrey of Tonbridge (ur. 24 grudnia 1932 w Ootacamund, zm. 4 grudnia 2000) – angielski krykiecista, wielokrotny kapitan reprezentacji Anglii w krykieta.
Urodził się w brytyjskich Indiach. Wykształcenie odebrał w Bishop Cotton Boys School, Tonbridge School i Brasenose College. W 1946 r. zadebiutował w krykietowej reprezentacji uniwersytetu oksfordzkiego. Miał wtedy 14 lat, co czyni go najmłodszym debiutantem w historii uniwersyteckiej drużyny.
Cztery lata później zadebiutował w pierwszej lidze krykietowej, w barwach Kent County Cricket Club. Pozostał wierny temu klubowi aż do przejścia na emeryturę w 1976 r. W 1956 został kapitanem drużyny i w 1970 poprowadził ją do pierwszego od 1913 mistrzostwa kraju. W reprezentacji Anglii zadebiutował podczas tournée po Australii i Nowej Zelandii na przełomie 1954 i 1955 r. W 1959 r. zadebiutował w roli kapitana reprezentacji podczas meczu testowego przeciwko reprezentacji Kentu. Rolę kapitana pełnił jeszcze kilkakrotnie w latach 60. Swój ostatni występ w reprezentacji zaliczył podczas testowego meczu z Australią w 1975 r. Rozegrał łącznie 114 meczów.
Po odejściu na emeryturę w 1976 pozostał w świecie krykieta pełniąc funkcję prezesa Marylebone Cricket Club w 1986 r. i zasiadając w Międzynarodowej Radzie Krykieta (International Cricket Council). W 2000 r. został prezesem Kent County Cricket Club.
W 1972 r. został odznaczony Krzyżem Komandorskim Orderu Imperium Brytyjskiego. W 1992 r. otrzymał tytuł szlachecki, a w 1997 r. został dożywotnim parem (z prawem do zasiadania w Izbie Lordów) z tytułem barona Cowdrey of Tonbridge. Tytuł zawdzięczał rekomendacji swojego bliskiego przyjaciela, premiera Wielkiej Brytanii Johna Majora. Cowdrey jest jednym z dwóch krykiecistów, którzy otrzymali tytuł parowski (drugim jest Learie Constantine, baron Constantine).
Zmarł we śnie w 2000 r. z powodu udaru mózgu. Jego pogrzeb odbył się w opactwie westminsterskim 20 marca 2001 r. Mowę pogrzebową wygłosił John Major.
Cowdrey był dwukrotnie żonaty. Po raz pierwszy ożenił się w 1956 r. z Penny Chiesman, z którą miał trzech synów i córkę:
- Christopher Stuart Cowdrey (ur. 20 października 1957), krykiecista
- Jeremy Cowdrey (ur. 1960), inwestor bankowy, obecnie producent filmowy
- Carolyn Cowdrey (ur. 1961)
- Graham Robert Cowdrey (ur. 27 czerwca 1964), krykiecista

Pierwsze małżeństwo zakończyło się rozwodem w 1985 r. Po raz drugi ożenił się jeszcze w tym samym roku z Anne Elizabeth Fitzalan-Howard, 14. lady Herries of Terregles (ur. 12 czerwca 1938), córką Bernarda Fitzalan-Howarda, 16. księcia Norfolk i Lavinii Strutt, córki 3. barona Belper.